# Mike Smith (desetibojař)
Mike Smith (* 16. září 1967) je bývalý kanadský atlet - vícebojař - původem z městečka Kenora v provincii Ontario. Smith nikdy nedosáhl na velké zlaté úspěchy, přestože bodový součet jeho osobních rekordů v desetiboji (9362 b.) má dosud třetí nejvyšší hodnotu mezi všemi vícebojaři (po Američanech Danu O'Brienovi a Ashtonovi Eatonovi). Skvělý je zejména jeho osobní rekord ve vrhu koulí, který činí 18,03 metru. Smith zaznamenal největší úspěch v podobě stříbrné medaile na MS 1991 v Tokiu a pak na halovém šampionátu v Torontu (1993). Zvítězil také několikrát na tradičním Hypo-mítinku v rakouském Götzisu a v roce 1996 zde vytvořil i nový kanadský rekord v hodnotě 8626 bodů (ten překonal až v roce 2015 Damian Warner). Smith ukončil svoji profesionální kariéru v roce 1999 a dnes žije a podniká v Calgary.

## Osobní rekordy
- 100 m - 10,70 s.,
- Dálka - 776 cm
- Koule - 18,03 m.
- Výška - 214 cm
- 400 m. - 47,06 s.
- 110 m. př. - 14,24 s.
- Disk - 52,90 m.
- Tyč - 520 cm
- Oštěp - 71,22 m.
- 1500 m. - 4:20,04 min.
- Desetiboj 8626 bodů (1996)
- Sedmiboj 6279 bodů (1993)